# Terry Lovejoy
Pour les articles homonymes, voir Lovejoy.
Terry Lovejoy, né le 20 novembre 1966, est un informaticien australien de Thornlands (en), dans la province du Queensland, principalement connu comme astronome amateur. Depuis 2007, il a découvert six comètes, dont C/2011 W3 (Lovejoy), la première comète rasante du groupe de Kreutz découverte par des observations au sol en plus de quarante ans. Il est aussi connu pour avoir popularisé les procédures de modification des caméras numériques tout public afin qu'elles puissent être utilisées pour l'astrophotographie par appareil photographique numérique.

## Astrophotographie
Lovejoy est connu parmi les astronomes amateurs pour avoir identifié les modifications à apporter aux appareils photographiques numériques pour pouvoir les utiliser pour faire de l'astrophotographie. Ces appareils photographiques ont des filtres intégrés qui coupent la lumière infrarouge. Malheureusement, ces filtres coupent aussi une partie de la lumière rouge émise par beaucoup d'objets du ciel profond. Après qu'il a publié des procédures pour modifier ces filtres, de nombreux astronomes amateurs ont pu améliorer leurs photographies du ciel profond.

## Comètes découvertes
Le 15 mars 2007, il utilisa un appareil photographique modifié pour découvrir sa première comète, C/2007 E2 (Lovejoy). Deux mois plus tard, il découvrit une deuxième comète : C/2007 K5 (Lovejoy).
Le 27 novembre 2011, avec la découverte de C/2011 W3 (Lovejoy), il devint le premier astronome qui, depuis plus de quarante ans, a découvert une comète rasante du groupe de Kreutz à partir d'observations au sol. La découverte fut faite en utilisant un télescope Schmidt-Cassegrain Celestron C8 travaillant à f/2,1 avec une caméra CCD QHY9.
Le 7 septembre 2013, Lovejoy découvre sa quatrième comète, C/2013 R1, laquelle devient visible à l'œil nu en novembre 2013.
Le 17 août 2014, Lovejoy découvre sa cinquième comète, C/2014 Q2 (Lovejoy), dans la constellation de la Poupe.
Le 10 mars 2017, Lovejoy découvre sa sixième comète, C/2017 E4 (Lovejoy), dans la constellation du Sagittaire.

## Hommage et récompenses
Gordon J. Garradd a nommé[réf. nécessaire] (61342) Lovejoy en l'honneur de Terry Lovejoy après qu'il a découvert cet astéroïde le 3 août 2000. L'astéroïde a reçu officiellement son nom le 26 septembre 2007 dans la Minor Planet Circular 60731. Terry Lovejoy reçoit à 3 reprises (2007, 2012 et 2014) le Prix Edgar-Wilson.